# Магнуссон, Леннарт
Ле́ннарт Ма́гнуссон (швед. Lennart Magnusson, 1 января 1924, Стокгольм — 2 сентября 2011, Сундсвалль) — шведский фехтовальщик, серебряный призёр летних Олимпийских игр 1952 года в Хельсинки.
Выступал за стокгольмский спортивный клуб FFF. На летних Играх в Хельсинки (1952) стал вторым призёром в командных соревнованиях шпажистов.